# 普明寺 (昭島市)

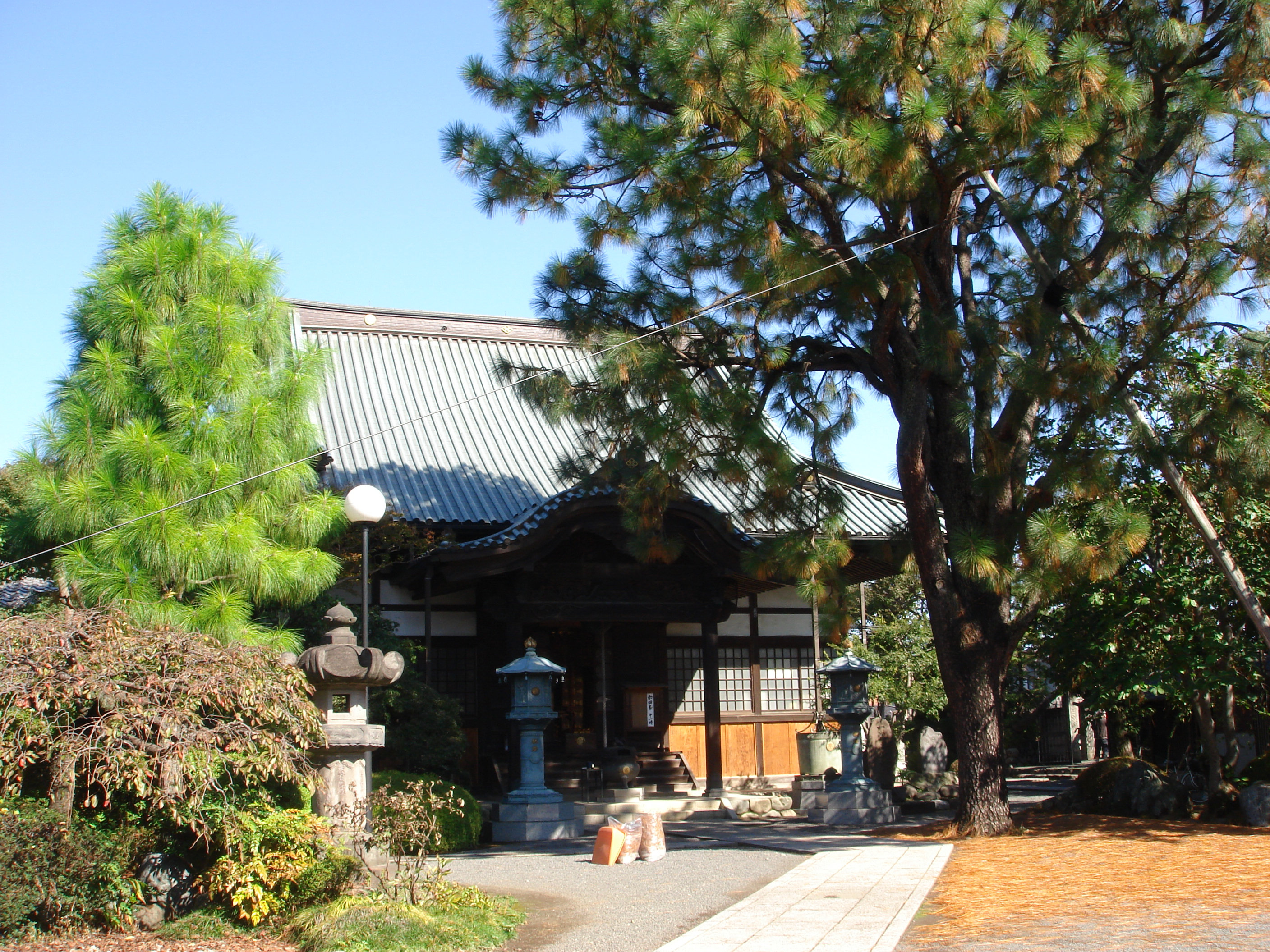
普明寺の本堂

普明寺（ふみょうじ）は、東京都昭島市拝島町にある天台宗の寺院。山号は拝島山。本尊は大日如来。

## 歴史
この寺の創建年代については不詳であるが、戦国時代に再建されたという。もとは本覚院（拝島大師）などとともに隣接する大日堂の子院のひとつとして建立され大日堂の別当寺であった。江戸時代には大日堂領として朱印状が与えられていた。

## 文化財

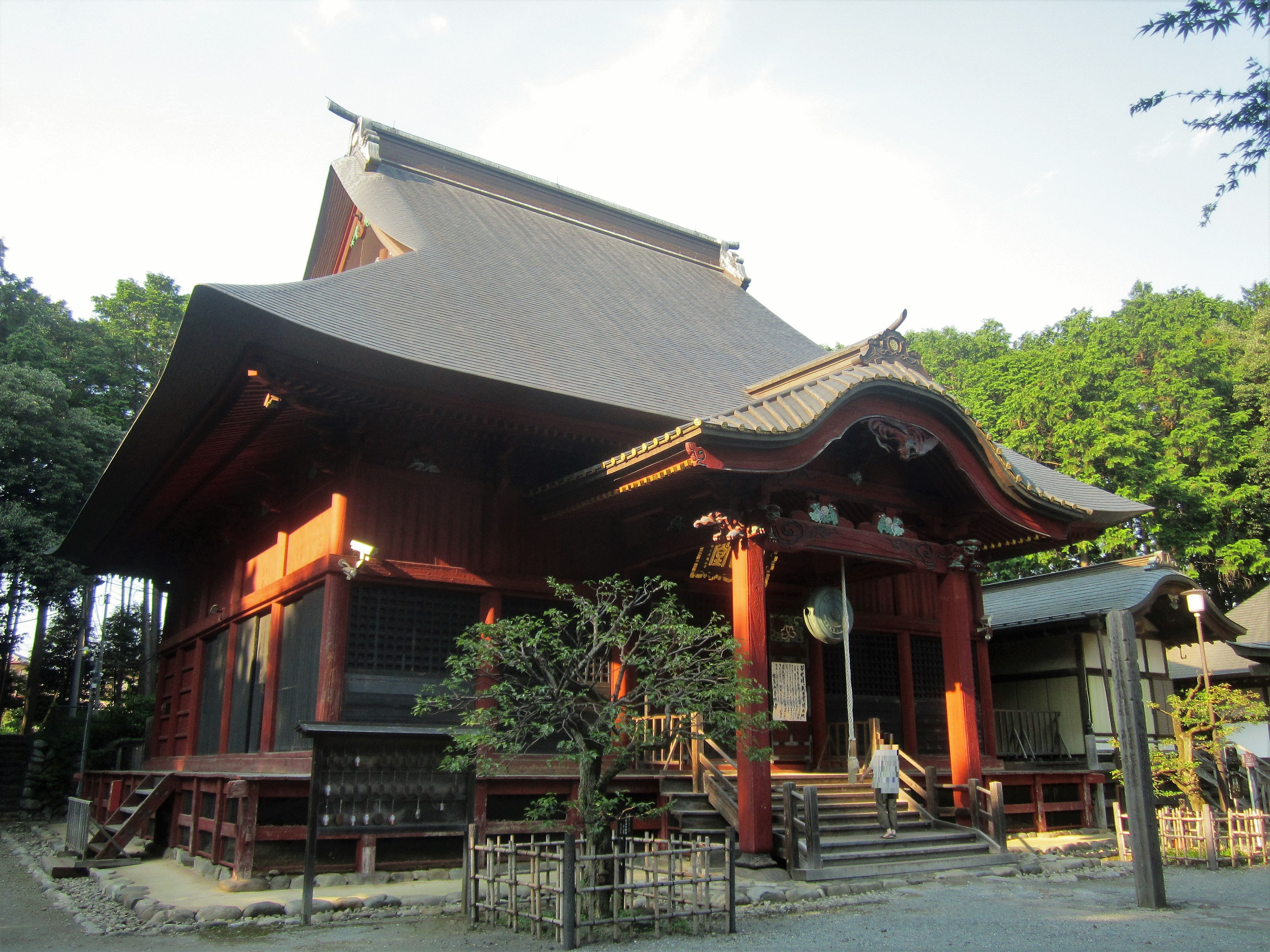
大日堂

- 東京都指定文化財（大日堂）
  - 木造大日如来坐像
  - 木造釈迦如来坐像
  - 木造阿弥陀如来坐像
  - 木造金剛力士立像

- 大日堂

## 所在地
- 普明寺 - 東京都昭島市拝島町1-20-16
- 大日堂 - 昭島市拝島町1-10-14（北緯35度42分22秒 東経139度20分46.4秒 / 北緯35.70611度 東経139.346222度）